# Статут општине
Статут општине је “устав” на локалном нивоу. То је акт који се бави основним начелима уређења система власти на општинском нивоу. Статутом се утврђује темељни оквир уређења. Он мора бити усаглашен са законским и подзаконским актима из области локалне самоуправе. 
Структуру општинског статута чине:
1. Опште одредбе
2. Послови општине
3. Организација и рад органа општине
4. Органи општине - овлаштења и начин рада
5. Председник скупштине општине
6. Секретар скупштине
7. Начелник општинске управе
8. Непосредно учешће грађана у одлучивању
9. Месна заједница
10. Облици сарадње са другим општинама
11. Остала питања од важности за рад локалне самоуправе - финансирање; јавност рада; сарадња са вишим нивоима власти; прописи; акта; доношење и промене Статута; прелазне и завршне одредбе…
12. Тренутно стање усаглашености општинских статута са законима и подзаконским актима из области локалне самоуправе